# Петер Маркович
Петер Маркович (Розег, 2. јул 1866 — 27. фебруара 1929) био је аустријски сликар.

## Живот
Рођен је у словеначкој породици и био је сеоског порекла из места Розег. У Клагенфурту је пронађен спонзор који је Марковичу омогућио да студира на бечкој Академији ликовних уметности. По повратку кући оженио се женом из места Марије Еленд и настанио се у Фрогудолу код Розега. Маркович се углавном бавио светим сликарством за богомоље у ближој и даљој околини. 
Такође је осликавао фреске за многа светишта поред пута. Овјековјечио је своју жену на многим Мадониним сликама. Висок човек са козјом брадицом такође је био љубитељ природе: у свом дому је држао егзотичне птице. Након ране смрти његове ћерке, дизајнирао је светилиште поред пута на гробљу Розегер. На његовом месту се сада налази споменик који је урадио Франце Горше са бистом уметника Марковича. Петер Маркович је у 62. разболео од тешког грипа и умро 27. фебруара 1929.

## Дела
- Група распећа на зиду јужног торња парохијске цркве Краљице крунице Свете Марије у Аугсдорфу Корушка, Велден ам Вортерсе.
- Слике (1902) на табернакулском светишту испред парохијске цркве на улазу у гробље у Аугсдорфу, Велден ам Вортерсе.
- Крижни пут (1915) у жупној цркви Краљице крунице Свете Марије у Аугсдорфу, Велден ам Вортерсе.
- Слика олтарског приказања Маријиног указања (1906) у подружној цркви Марија им Валден, Долина / Графенштајн.[3]